# Campeonato Africano de Atletismo de 2010 - Lançamento de disco feminino
A prova do Lançamento de disco feminino do Campeonato Africano de Atletismo de 2010 foi disputada no dia 30 de julho de 2010 em Nairóbi, no Quênia. 

## Recordes
Antes desta competição, os recordes mundiais e do campeonato nesta prova eram os seguintes:
|                       | Nome             | Nacionalidade     | Distância | Local          | Data                |
| --------------------- | ---------------- | ----------------- | --------- | -------------- | ------------------- |
| Recorde mundial       | Gabriele Reinsch | Alemanha Oriental | 76m 80cm  | Neubrandenburg | 9 de julho de 1988  |
| Recorde do campeonato | Monia Kari       | Tunísia           | 58m 46cm  | Argel          | 11 de julho de 2000 |
| Recorde africano      | Elizna Naudé     | África do Sul     | 64m 87cm  | Stellenbosch   | 2 de março de 2007  |

## Medalhistas
| Ouro               | Prata                      | Bronze                      |
| Elizna Naudé (RSA) | Kazai Suzanne Kragbé (CIV) | Sarah Hasseib Dardiri (EGY) |

## Cronograma
Todos os horários são locais (UTC+3).
| Data        | Hora  | Evento |
| ----------- | ----- | ------ |
| 30 de julho | 14:05 | Final  |

## Resultado final
| Posição           | Atleta                 | Nacionalidade   | #1    | #2    | #3    | #4    | #5    | #6    | Resultados | Notas                |
| ----------------- | ---------------------- | --------------- | ----- | ----- | ----- | ----- | ----- | ----- | ---------- | -------------------- |
| Medalha de ouro   | Elizna Naudé           | África do Sul   | 55.29 | 55.17 | X     | X     | 54.60 | 56.74 | 56.74      |                      |
| Medalha de prata  | Kazai Suzanne Kragbé   | Costa do Marfim | 54.72 | X     | X     | X     | 54.75 | 55.53 | 55.53      |                      |
| Medalha de bronze | Sarah Hasseib Dardiri  | Egito           | 43.35 | 46.51 | 44.71 | 45.13 | 42.95 | 45.29 | 46.51      |                      |
| 4                 | Caroline Cherotich     | Quênia          | 38.75 | 32.99 | 37.71 | X     | 35.06 | 36.12 | 38.75      | Recorde da temporada |
| 5                 | Cicilia Kiplagat       | Quênia          | X     | 37.06 | X     | X     | 37.87 | 38.23 | 38.23      | Recorde da temporada |
| 6                 | Pascaline Kipsang      | Quênia          | X     | 35.87 | X     | 33.61 | X     | X     | 35.87      |                      |
| 7                 | Mersit Gebereegziabher | Etiópia         | 32.81 | X     | X     | 32.89 | X     | 32.59 | 32.89      |                      |
| 8                 | Cicilia Matee          | Tanzânia        | X     | 31.29 | 31.77 | X     | 32.87 | 30.03 | 32.87      |                      |
| 9 !               | Linda Benin            | Gana            |       |       |       |       |       |       | DNS        |                      |

Legenda
| Recorde mundial       | Recorde mundial (World record)               |                       | Recorde africano                      | Recorde africano (African) |                                           | Q | Classificado por posição (Qualified) |
| Recorde do campeonato | Recorde do campeonato (Championship record)  | Recorde da América    | Recorde da América (Americas)         | q                          | Classificado por melhor tempo (Qualified) |   |                                      |
| Melhor marca do ano   | Melhor marca do ano (World leading)          | Recorde asiático      | Recorde asiático (Asian)              | DNS                        | Não largou (Did not start)                |   |                                      |
| Recorde nacional      | Recorde nacional (National record)           | Recorde europeu       | Recorde europeu (European)            | DNF                        | Não terminou (Did not finish)             |   |                                      |
| Recorde pessoal       | Recorde pessoal do atleta (Personal best)    | Recorde da Oceania    | Recorde da Oceania (Oceania)          | DSQ / DQ                   | Desclassificado (Disqualified)            |   |                                      |
| Recorde da temporada  | Recorde da temporada do atleta (Season best) | Recorde sul-americano | Recorde sul-americano (South America) | NM                         | Sem marca (No mark)                       |   |                                      |